# Hamàs
El Moviment de Resistència Islàmic (àrab: حركة المقاومة الاسلامية, Ḥarakat al-Muqāwama al-Islāmiyya), més conegut per l'acrònim Hamàs (àrab: حماس, Ḥamās), és una organització social, política i militar palestina. D'ideologia nacionalista palestina i també islamista sunnita, el Canadà, la Unió Europea, Israel, el Japó, els Estats Units, el Regne Unit, Austràlia, o Nova Zelanda classifiquen Hamàs com a organització terrorista.
L'organització rebutja la solució de dos estats, afirmant que el conflicte només es pot resoldre «mitjançant la gihad» està acusada de cometre crims contra la humanitat pels seus atemptats suïcides. Fou creada el 1987 com a ram dels Germans Musulmans amb l'objectiu d'establir un estat islàmic a la regió històrica de Palestina, que segons la seva visió comprén els actuals Israel, Cisjordània i la Franja de Gaza, amb capital a Jerusalem. Després de la mort de Yahya Sinwar a Rafah el 16 d'octubre de 2024 està governat pel Comitè Interí de Hamas.
Té una estructura semisecreta per a conciliar la seva activitat operacional; se'n coneixen diverses vessants, incloses les de serveis socials i atenció mèdica, Dawa, i la branca militar, les brigades Izz ad-Din al-Qassam, entre d'altres.
Hamàs va guanyar les eleccions legislatives palestines del 2006 i es va convertir en l'autoritat de govern de facto de la Franja de Gaza després de la batalla de Gaza del 2007, que va provocar el bloqueig de la Franja de Gaza d'Israel amb el suport egipci i de múltiples guerres amb Israel, incloent-hi els anys 2008-09, 2012, 2014 i 2021. Després que l'octubre de 2023 Hamàs ataqués Israel, matés uns 1.200 israelians (civils i militars) i en segrestés uns 200 més, enduent-se'ls cap a Gaza, Israel va començar la Operació Espases de Ferro amb la invasió terrestre de Gaza. Amb aquesta operació, el govern de Benjamin Netanyahu pretenia liquidar les instal·lacions de Hamàs en aquest territori.

## Etimologia
Hamàs és un acrònim de la frase àrab حركة المقاومة الاسلامية o, transcrit en alfabet llatí, Ḥarakat al-Muqāwama al-Islāmiyya, que significa ‘Moviment de Resistència Islàmica'. Aquest acrònim, HMS en anglès, va ser escollit en la seva Carta Fundacional pel seu símil amb la paraula àrab hamas (حماس) que significa ‘zel', ‘força', ‘valentia'. En hebreu, hi ha una paraula que sona de manera similar, ḥāmās (חמס) que connota ‘violència' i s'ha suggerit que la semblança fonètica entre els dos termes pot haver afavorit les males relacions entre Israel i aquest moviment palestí.

## Història

### Fundació i primeres accions
A finals dels anys 70, Àhmad Yassín va retornar a Gaza des d'El Caire, i va organitzar organitzacions benèfiques islàmiques. El desembre de 1987, Àhmad Yassín va fundar Hamàs, originalment fou anomenada Ala Palestina dels Germans Musulmans com a escissió dels Germans Musulmans d'Egipte, i n'esdevingué el seu líder espiritual. Inicialment, el seu àmbit d'influència fou la Franja de Gaza i Cisjordània, i la seva tasca principalment religiosa, reclutant nous membres a través de la pregària i les obres de caritat, esdevenint un poderós factor polític, desafiant la influència de l'Organització per a l'Alliberament de Palestina (OAP).

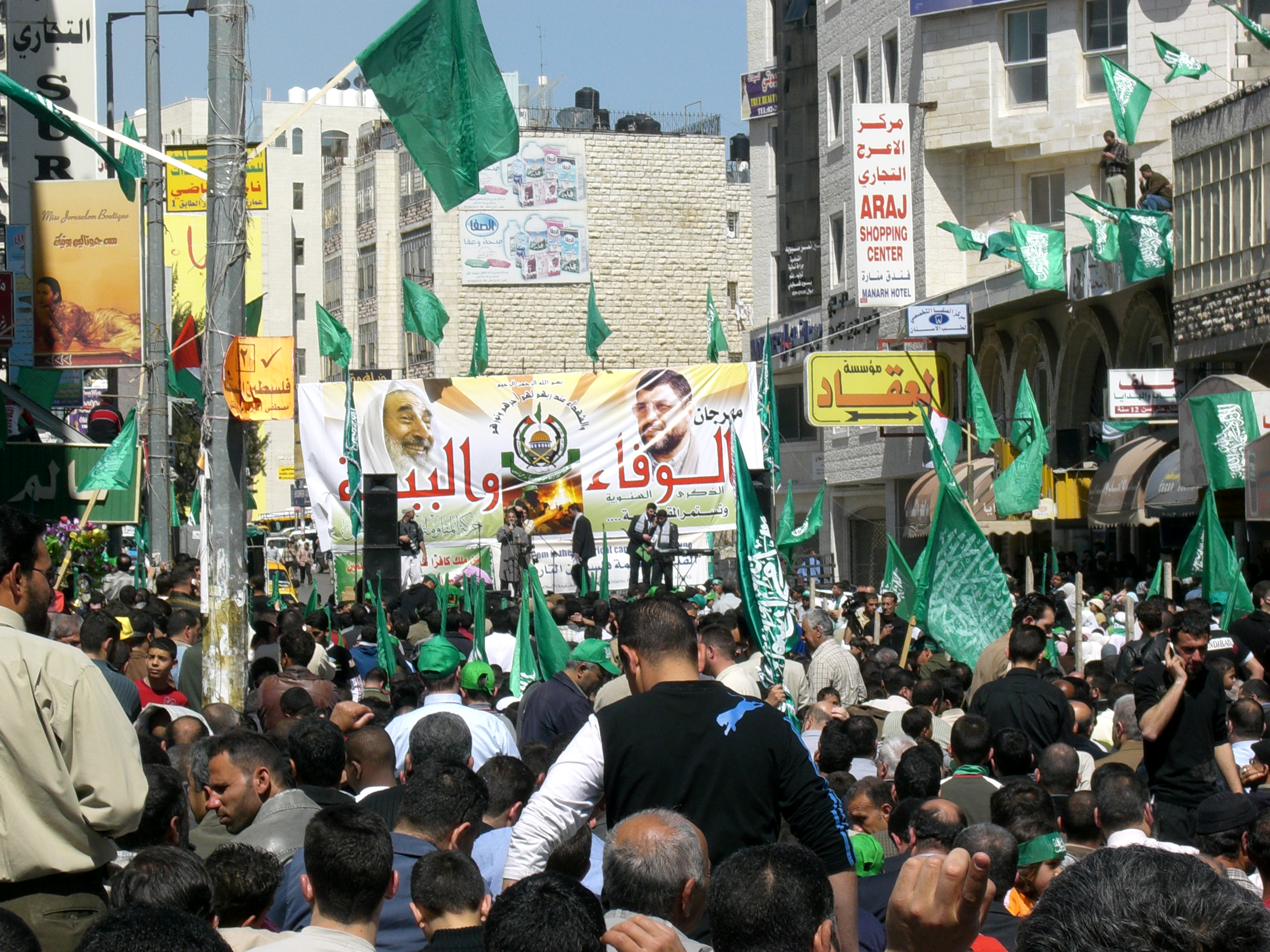
Banderes amb la Xahada, portada pels seguidors de Hamàs

L'OAP denuncia que Israel va veure en aquell moment en Hamàs una oportunitat de debilitar l'OAP, i va decidir ajudar econòmicament l'organització, tant de forma directa com indirecta. L'ajuda d'Israel no s'hauria limitat exclusivament a donar fons per a l'organització, sinó que també va fer ús del Mossad, l'Institut d'Intel·ligència i Tasques Especials d'Israel, per aconseguir dotar de major influència al grup, i reforçar la seva presència a les zones ocupades. Aquesta versió és negada des del bàndol israelià, que sosté que la creació de Hamàs per part del Mossad és un mite, tot i que es reconeix una certa ajuda passiva pel fet de no interferir en la implantació de Hamàs, i la dotació de fons als seus agents del Mossad per infiltrar-se a l'organització.
A principis de 1988 en converses amb Ximon Peres oferí el reconeixement de l'estat d'Israel a canvi del retorn a les fronteres de 1967, però aviat va descartar les negociacions a favor de la resistència armada, per demarcar clarament la diferència entre la seva posició i la de l'OAP. Com que els líders de Majd, el servei de seguretat interna de Hamàs, Salah Shehade i Yahya Sinwar, van ser detinguts i empresonats, Hamàs va crear una nova estructura, anomenada Unitat 101, encapçalada per Mahmoud al-Mabhouh, la funció de la qual era segrestar soldats israelians, i la seva primera acció va ser l'asassinat dels soldats Avi Sasportas i Ilan Saadon.
La Carta Fundacional de Hamàs va ser publicada el 18 d'agost de 1988 a la qual Hamàs va delinear la identitat del moviment, els seus objectius i les seves finalitats.

### Contra els acords d'Oslo
En 1989 Yassín fou detingut per les autoritats israelianes i condemnat a 40 anys de presó per un tribunal israelià per ordenar matar palestins que, segons ell, havien col·laborat amb les Forces de Defensa d'Israel (FDI). També va ser declarat culpable d'ordenar el segrest i assassinat dels soldats Avi Sasportas i Ilan Saadon.
Les Brigades Izz ad-Din al-Qassam van ser creades el 1992 sota la direcció de Yahya Ayyash amb l'objectiu de crear una estructura militar que ajudés a assolir els objectius de l'organització islamista, i evitar la consecució dels Acords d'Oslo.
Els mesos previs a les eleccions legislatives israelianes de 1996 es van veure marcats per una sèrie d'atacs terroristes de Hamàs a Israel. Després que el Shin Bet assassinés el líder militar de Hamàs, Yahya Ayyash, el 5 de gener de 1996, Mohammed Deif, ara comandant de les brigades Izz ad-Din al-Qassam, va organitzar una campanya de bombardejos dins d'Israel com a represàlia, incloent-hi els atemptats suïcides del Centre Dizengoff i els atemptats amb bomba a l'autobús de la carretera de Jaffa, i la incapacitat del govern laborista per aturar-los va impulsar la victòria de Binyamín Netanyahu del Likkud, que aturà el procés de pau.
Mohammed Deif es va convertir en el cap de les Brigades al-Qassam el 2002, i des de llavors ha desenvolupat les capacitats del grup, transformant-lo d'un grup de cèl·lules amateurs a unitats militars organitzades.

### Mort d'Àhmad Yassín i Abdel Aziz al-Rantissi
Com a represàlia israeliana contra els atemptats suïcides de Hamàs, el 22 de març de 2004 Sheikh Àhmad Yassín, l'ancià líder espiritual de Hamàs en cadira de rodes, un dels set cofundadors de Hamàs durant la Primera Intifada, i el 17 d'abril el seu successor Abdel Aziz al-Rantissi també va ser assassinat per l'exèrcit israelià en un assassinat dirigit, minvant les capacitats operatives de Hamàs i va crear un buit de poder temporal al moviment, i Khaled Mashal es va erigir com a líder de l'organització. Hamàs va anar expandint la seva influència als sindicats, universitats i organitzacions professionals, fins que el desembre del 2004 va aconseguir entrar al govern local.
Israel es va retirar de la Franja de Gaza el 2005 i Hamàs va obtenir-ne el control després de les eleccions legislatives palestines de 2006 i de la guerra civil entre Hamàs i Fatah el 2007. La Franja de Gaza està sota un bloqueig israelià des del 2007.
Després d'aconseguir el control de Gaza, les milícies afiliades a Hamàs i altres milícies van llançar atacs amb coets contra Israel, que Hamàs va aturar el juny de 2008 després d'un alto el foc negociat per Egipte i que es va trencar a finals de 2008, amb acusacions mútures de responsabilitat.
A finals de desembre de 2008, Israel va atacar Gaza amb l'Operació Plom Fos, en la que va morir Ahmed Jabari, el cap operatiu de Hamàs, retirant les seves forces a mitjans de gener de 2009. Des del 2009, Hamàs s'ha enfrontat a múltiples enfrontaments militars amb Israel, destacant les operacions de 2012 (Operació Columna de Núvol) i 2014 (Operació Marge Protector), que han provocat moltes víctimes importants. Hamàs ha mantingut el control sobre Gaza, sovint enfrontant-se amb l'Autoritat Palestina liderada per Fatah. Els esforços de reconciliació entre Hamàs i Fatah no han tingut èxit. Hamàs va continuar enfrontant-se a l'aïllament i els bloquejos internacionals, mentre participava en atacs esporàdics amb coets i activitats de construcció de túnels contra Israel.
Hamàs ha segrestat, torturat i assassinat desenes de palestins acusats de col·laborar amb Israel i membres i partidaris de Fatah, la seva principal organització política rival a Gaza.

### Liderat d'Ismail Haniyeh
En agost de 2017, Ismail Haniyeh va ser escollit líder de Hamàs les eleccions secretes al Consell Shura de l'organització, en substitució de Khaled Mashal, que no podia optar a la reelecció. Haniyeh va ser el primer ministre de la Franja de Gaza des de les eleccions de 2006 fins que el 14 de juny de 2007 el president palestí Mahmoud Abbas el va destituir, però Hamàs va ignorar la decisió d'Abbas i Haniyeh va continuar actuant de facto com a líder polític de Gaza. El conficte patí una forta crisi quan Ismail Haniyeh, anuncià el 7 de desembre de 2017 una tercera intifada com a resposta al reconeixement pel President dels Estats Units, Donald Trump, de Jerusalem com a capital d'Israel el dia anterior. Fins al 25 de desembre de 2017, els militants palestins a Gaza havien disparat gairebé 30 coets cap a Israel infligint danys materials menors a Israel, prop d'Ashkelon i Sderot, però Hamàs va arrestar els autors per impedir una resposta militar israeliana.
El desembre de 2018, tot i el vot majoritari de l'Assemblea General de les Nacions Unides a una resolució dels Estats Units que condemnava Hamàs com a organització terrorista, no es va aprovar en requerir-se una majoria qualificada de dos terços a petició de les nacions àrabs, en lloc de la majoria simple instada pel proponent.

### Guerra entre Israel i Gaza de 2023
Israel i Hamàs estan en guerra des que una incursió en territori israelià va causar centenars de morts en octubre de 2023. En total, els atacs van matar 1,139 persones, entre israelians (civils i militars) i nacionals forans, incloent-hi el cas de 260 persones que assistien a un festival de música a Re'im. A més, 251 ostatges tant civils com soldats israelians varen esser portats per la força a la Franja de Gaza,
El 13 de juliol de 2024, Mohammed Deif, el cap militar de Hamàs que va organitzar l'atac de Hamàs a Israel de 2023 i Rafa Salama, el comandant de la brigada de Khan Yunis van ser l'objectiu d'un atac israelià mentre s'amagaven entre civils al barri d'al-Mawasi, al sud de la Franja de Gaza. En l'atac, Salama i almenys altres 90 palestins van morir. Ismail Haniyeh va morir el 31 de juliol de 2024 a Teheran per un atac aeri israelià i Yahya Sinwar fou escollit per succeïr-lo. L'11 d'agost va morir en un atac aeri Walid al Susi, el cap de l'aparell de seguretat de Hamàs per al sud de Gaza.
A mitjans d'agost de 2024, el Ministeri de Salut de Palestina a Gaza comptabilitzava fins aquell moment que a la Franja de Gaza havien mort 40.000 persones i el nombre de ferits era de 93.000, mentre hi havia 10.000 desapareguts. i a Cisjordània el juliol es comptabilitzaven 592 morts i 5.400 ferits. Entre els morts es compten 15.000 combatents de Hamas
El líder de Hamàs al Líban, Fathi al-Sharif, que treballava per UNRWA va morir en un atac aeri israelià a Tir el 30 de setembre. El 3 d'octubre de 2024 les IDF van abatre en atacs aeris a prop de Trípoli a Saeed Attallah Ali, comandant del braç armat de Hamàs, i a la vall de la Bekaa a Mohammed Hussein al-Lawis, l'autoritat executiva de Hamas al Líban.
Yahya Sinwar, el cervell de l'Operació Inundació d'Al-Aqsa que el 7 d'octubre de 2023 es va saldar amb uns 1.200 morts i 250 segrestats en terres israelianes que va desencadenar la Guerra entre Israel i Gaza de 2023, que dirigia Hamas a Gaza des de 2017 i va agafar les regnes del conjunt de l'organització substituint Ismail Haniyeh quan va morir el 31 de juliol en un atac a Teheran atribuït a Israel, va morir en combat amb les tropes israelianes el 17 d'octubre a Tel al-Sultan.
Muhammed Sinwar, germà de Yahya es va convertir en el cap militar a Gaza i Khaled Mashal fou escollit nou líder del braç polític de l'organització en octubre de 2024 després de la mort de Yahya Sinwar. A finals d'octubre de 2024 Fatah i Hamàs es van reunir a Egipte per formar un comitè per gestionar la Franja de Gaza després de la guerra.
L'emir de Qatar, Tamim bin Hamad Al Thani va anunciar el 15 de gener de 2025 que després de mesos de negociacions, el govern d'Israel i Hamàs van arribar a Doha a un acord d'alto el foc que entraria en vigor a partir del 19 de gener. En la primera fase de l'acord, Israel i Hamàs han acordat un alto el foc de sis setmanes, en les quals es produirà un intercanvi gradual de 33 ostatges israelians, prioritàriament infants, dones, ancians, malalts i ferits per més de 1.900 presos palestins, que no inclouria terroristes acusats per assassinat. Israel autoritzà l'entrada d'uns 600 camions amb ajuda humanitària i combustible a tota la Gaza i la rehabilitació d'hospitals.
El 18 de març de 2025 Israel va trencar l'alto el foc quan les Forces de Defensa d'Israel (FDI) van llançar desenes d'atacs a tot Gaza sota ordres del primer ministre Binyamín Netanyahu per la negativa reiterada de Hamàs a alliberar ostatges, causant centenars de morts i ferits, entre ells el cap del govern de Hamàs a la Franja de Gaza, Essam Al-Dalis, el viceministre de Justícia Ahmed al-Hatta, el viceministre d'Interior Mahmud Abu Wafah, i Bahjat Abu Sultan, un alt funcionari del Ministeri de l'Interior, amenaçant amb la intensificació dels atacs si Hamàs no repren genuïnament les negociacions. El 23 de març un atac aeri va acabar amb el líder polític Salah al-Bardawil i les IDF van rependre els atacs a Khan Yunis, i l'endemà un atac aeri va matar Ismail Barhoum, el nou cap de govern de Hamàs. El 4 d'abril les FDI van abatre Hassan Farhat, comandant del sector occidental de Hamàs al Líban.
El 25 de març de 2025 van esclatar manifestacions contra Hamàs al nord de la Franja de Gaza, estenen-se a altres parts de la Franja de Gaza, demanant accés als aliments, la fi de la guerra i que Hamàs deixi el govern a altres. Dies després de l'inici de les protestes, Hamàs va executar sis habitants de Gaza i va flagel·lar o segrestar públicament altres persones que havien participat en les manifestacions.
El 13 de maig de 2025 van morir el líder de Hamàs a Gaza Muhammed Sinwar, el comandant de la brigada de Rafah Muhammed Shabana, i Mahdi Quara, comandant del batalló del sud de Khan Younis durant un bombardeig als túnels construits sota l'Hospital Europeu de Khan Younis, que feia servir de centre de comandament. Izz dl-Din al-Haddad, el comandant de la brigada del nord de Gaza, va prendre el relleu al capdavant de Hamàs a Gaza.

## Ideologia
L'objectiu fundacional de Hamàs era la creació d'un estat islàmic a l'antic Mandat britànic de Palestina (actuals Israel, Cisjordània i Gaza) amb capital a Jerusalem i la destrucció de l'estat d'Israel. No obstant això, l'any 2017 Hamàs va publicar un nou document de principis en el que reclamava «l'establiment de l'Estat de Palestina completament sobirà i independent, amb Jerusalem com a capital, dins les fronteres del 4 de juny de 1967», emfatitzant el seu caràcter nacionalista per sobre del religiós, i negant el reconeixement de l'estat d'Israel i rebutjant l'abandonament de la lluita armada com a mitjà per assolir els seus objectius.

## Estructura
Hamàs va heretar del seu predecessor una estructura basada en tres branques: la prestació de serveis socials, la formació religiosa i les operacions militars. Tradicionalment, havia tingut fins a quatre branques diferenciades: Dawa (divisió benèfica de benestar social i salut), al-Mujahideen al Filastinun (divisió militar), Jehaz Aman (servei de seguretat) i A'alam (divisió de propaganda). Hamàs té un lideratge intern a Cisjordània i la Franja de Gaza i un colideratge extern dividit entre un grup exiliat el primer a Damasc i després a Egipte, i un altre grup exiliat a Kuwait, liderat per Khaled Mashal. El grup kuwaití va començar a rebre un ampli finançament dels estats del Golf després que Mashal trenqués relacions amb Iàssir Arafat, que va recolzar la invasió de Kuwait de Saddam Hussein. El 6 de maig de 2017, el Consell Shura de Hamàs va escollir Ismail Haniya com a nou líder, en substitució de Mashal.
L'organització interna de Hamàs s'ha mantingut sempre en secret pels atacs continus de les forces de seguretat israelianes i per ocultar les activitats que realitzen. Formalment, però, Hamàs manté les tres branques actuals de manera independent. Matthew Levitt argumenta que la comunicació entre les ales polítiques i militars de Hamàs és difícil, a causa de la vigilància de la intel·ligència israeliana i de l'existència d'una àmplia base d'informadors. Després de l'assassinat d'Abdel Aziz al-Rantissi, la direcció política de la branca militar va disminuir i es va donar autonomia als comandants de camp en les operacions.

### Consells
L'òrgan de govern s'anomena Majlis al-Shura. La funció del consell es basa en el concepte alcorànic de consulta i assemblea popular (shura), que els líders de Hamàs sostenen que preveu la democràcia en un marc islàmic. A mesura que l'organització va anar creixent i augmentava la pressió israeliana i, per tant, es necessitava una base més àmplia per a la presa de decisions, el Consell Shura va passar a denominar-se “Consell Consultiu General”, elegit entre els membres dels grups de consell locals i, al seu torn, s'escull un Politburó de 15 membres (al- Maktab al-Siyasi) que té l'encarrec de prendre les decisions al més alt nivell. Els representants provenen de Gaza, Cisjordània, líders a l'exili i presons israelianes. Aquest òrgan es va localitzar a Damasc fins que la guerra civil siriana el va portar a traslladar-se a Qatar el gener del 2012, quan Hamàs va fer costat a l'oposició civil contra el règim de Baixar al-Àssad.
Després de la mort de Yahya Sinwar a Rafah el 16 d'octubre de 2024, el Comitè Interí de Hamas va debatre la possibilitat de nomenar un únic successor però va optar per governar a través del comitè fins a unes eleccions de lideratge programades per al març de 2025, El comitè està format per Khalil al-Hayya en representació de Gaza, Zaher Jabarin per Cisjordània i Khaled Mashal per als palestins a l'estranger, el cap del consell assessor de la Shura de Hamàs, Mohammed Darwish, i el secretari de l'oficina política, no identificat per motius de seguretat, tanmateix Muhammad Sinwar, germà de Yahya, es va convertir en el cap militar a Gaza.

### Branca de serveis socials
Hamàs va desenvolupar el seu programa de benestar social reproduint el model establert pels Germans Musulmans d'Egipte. Per a ells, la caritat i el desenvolupament de la comunitat són prescrits per la religió i, al mateix temps, s'han d'entendre com a formes de resistència. En la tradició islàmica, el dawah ("El truc a Déu") obliga els fidels a contactar amb els altres tant fent proselitisme com mitjançant obres benèfiques, i normalment aquest últim se centra en les mesquites que fan ús tant de recursos de dotació waqf com de donacions benèfiques (zakat, un dels cinc pilars de l'islam) per finançar serveis de base com a llars d'infants, escoles, orfenats, cuines, activitats per a dones, serveis de biblioteca i fins i tot clubs esportius dins d'un context més ampli de predicació i discussions polítiques. Als anys noranta, aproximadament el 85% del seu pressupost es destinava a la prestació de serveis socials. Ha estat anomenat potser l'actor de serveis socials més important de Palestina. L'any 2000, les organitzacions benèfiques afiliades dirigien aproximadament el 40% de les institucions socials de Cisjordània i Gaza i, junt amb altres organitzacions benèfiques islàmiques, el 2005 donava suport a 120.000 persones. Part de l'atractiu d'aquestes institucions és que omplen el buit de l'administració per part de l'Organització per a l'Alliberament de Palestina, que no havia atès la demanda de llocs de treball i serveis socials amplis, i que és popularment vist com a institució corrupta. Fins al 2005, el pressupost de Hamàs, basat en les contribucions de caritat mundials, estava principalment lligat a cobrir les despeses corrents dels seus programes socials, que s'estenien des del subministrament d'habitatge, menjar i aigua per als necessitats a funcions més generals com l'ajuda financera, assistència mèdica, desenvolupament educatiu i instrucció religiosa. Una certa flexibilitat comptable va permetre a aquests fons cobrir tant causes benèfiques com operacions militars, permetent la transferència de l'un a l'altre.
La mateixa infraestructura dawah es va entendre, dins del context palestí, com el sòl del qual floriria una oposició militant a l'ocupació. En aquest sentit, es diferencia de la Gihad Islàmic palestí pel fet que aquesta darrera no té cap xarxa de benestar social i basa la seva estratègia exclusivament en atacs terroristes per reclutar adeptes. El 2007, a través del finançament de l'Iran, Hamàs va aconseguir assignar uns 60 milions de dòlars, despeses mensuals de 100 dòlars per a 100.000 treballadors i una suma similar per a 3.000 pescadors sense recursos per culpa del bloqueig d'Israel a la pesca, a més de subvencions per un total de 45 milions de dòlars als detinguts i les seves famílies. Matthew Levitt argumenta que les subvencions de Hamàs a les persones estan subjectes a una rigorosa anàlisi cost-benefici de com els beneficiaris donaran suport a Hamàs, amb les persones vinculades a activitats terroristes que reben més que altres.
Fins al 2007, aquestes activitats s'estenien a Cisjordània, però actualment només a la Franja de Gaza. Després del Cop d'Estat a Egipte l'any 2013, que va destituir el govern elegit dels Germans Musulmans de Mohamed Morsi, Hamàs es va trobar forts problemes financers.

### Branca militar

#### Capacitat operativa

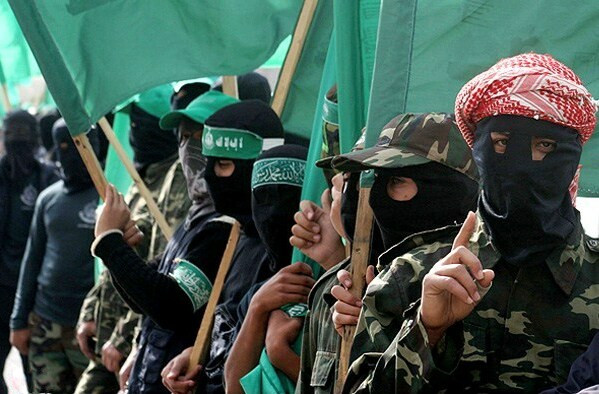
Desfilada de mujahidins palestins

Les brigades Izz ad-Din al-Qassam són l'ala militar de Hamàs. Tot i que el nombre de membres no és públic, Israel estima que les brigades tenen diversos centenars de membres que reben formació militar, a Palestina, l'Iran o Síria (abans de la guerra civil siriana). En 2007 es considerava que les brigades comptaven amb entre 10.000 i 17.000 militants, de suport per situacions sobrevingudes que requereixen reforços per a la brigada. Els entrenaments pels nous membres s'estima que té una durada de dos anys. i uns 30.000 combatents abans del 7 d'octubre de 2023.
Després de mesos de guerra ha perdut una part important de la seva força de combat, i les Forces de Defensa d'Israel (IDF) en juny de 2024 afirmen haver matat aproximadament 12.000 agents de Hamàs des de llavors. En agost de 2024 es considerava que vuit dels vint-i-quatre batallons de Hamàs encara podien combatre i de dur a terme missions contra les Forces de Defensa d'Israel (FDI), uns altres tretze batallons estaven degradats i parcialment operatius, i només tres són totalment ineficaços en el combat. Set dels batallons s'havien pogut reconstituir almenys una vegada després de ser destruits al principi de la guerra fusionant unitats severament degradades en forces noves i eficaces en el combat, o reclutant nous combatents.

#### Ideologia
Ideològicament del grup esbossa el seu objectiu en l'alliberament de Palestina i el restabliment dels drets palestins en virtut de les dispenses establertes a l'Alcorà, i això es tradueix en tres prioritats polítiques:
1. Evocar l'esperit de la gihad entre palestins, àrabs i musulmans.
2. Defensar els palestins i la seva terra contra l'ocupació sionista i les seves manifestacions.
3. Alliberar els palestins i la seva terra que va ser usurpada per les forces d'ocupació sionistes i els colons.

Oficialment, les operacions militars de les brigades han de limitar-se a operar només a l'interior de Palestina i exercir el dret d'autodefensa contra els colons armats. Han d'evitar objectius civils, respectar la humanitat de l'enemic abstenint-se de la mutilació, la deformació o la mort excessiva i evitar atacar occidentals.
Les brigades organitzen els seus combatents en cèl·lules de 4-5 homes, que al seu torn s'integren en companyies i batallons. A diferència de la secció política, que es divideix entre una estructura interna i externa, les brigades es troben sota una direcció palestina local i la desobediència amb les decisions de la direcció política són quasi inexistents. Tot i que les brigades formen part integral de Hamàs, la naturalesa exacta de la relació és molt debatuda. Sembla que operen independentment de Hamàs, amb certa autonomia. Algunes cèl·lules tenen vincles lideratges externs, cosa que els permet evitar la cadena de comandament jeràrquica i el lideratge polític a Gaza. Fins al 2007, es calcula que les brigades han perdut uns 800 militants en conflictes amb les forces israelianes i el lideratge ha estat constantment perseguit i atacat. Yahya Ayyash (mort el 5 de gener de 1996) i Ahmed Yassin (mort el 22 de març de 2004) n'eren membres. Ismail Haniyeh va morir el 31 de juliol de 2024 a Teheran per un atac aeri israelià i Yahya Sinwar fou escollit per succeïr-lo.

### Branca de repressió
El Ministeri de l'Interior de la Franja de Gaza va adoptar oficialment la Unitat Fletxa el març de 2024, amb els objectius defensar la prevalència de l'organització sobre la població de Gaza, promoure l'estabilitat interna i cooperar amb els comitès tribals locals per protegir els combois d'ajuda mitjançant la intimidació, violència i accions punitives, incloent execucions.

## Finançament
Hamàs, com el seu predecessor els Germans Musulmans, va assumir l'administració de les waqf de Gaza, donacions del 10% de tots els béns immobles de la Franja de Gaza, les terres agrícoles de més de 800 hectàrees, nombroses botigues i apartaments de lloguer i edificis públics.
En els primers cinc anys de la 1a Intifada, l'economia de Gaza, el 50% de la qual depenia de fonts d'ingressos externs, es va esfondrar en un 30-50% a mesura que Israel va anar tancant el mercat laboral i va controlar les remeses d'expatriats palestins i els països del Golf van haver de tallar l'ajuda a causa de la guerra del Golf de 1991-1992. Hamàs es va tornar particularment exigent a l'hora de mantenir recursos separats per a les seves respectives branques d'activitat: serveis militars, polítics i socials. Ha tingut un grup d'empreses a Jerusalem Est (Beit al-Mal), una participació del 20% al Banc Internacional Al-Aqsa, que va ser el seu braç financer, el Sunuqrut Global Group i la firma de canvi de diners d'Al-Ajouli.
El 2011, el pressupost de Hamàs es calculava entorn dels 70 milions de dòlars EUA, derivat de fonts estrangeres i no internes palestines (aproximadament el 85%). Només dues fonts provenen d'Israel i Palestina, figuren en una llista confiscada el 2004 dels principals finançadors del grup, mentre que els altres contribuents eren de Jordània, Qatar, Kuwait, Aràbia Saudita, Gran Bretanya, Alemanya, Estats Units, Emirats Àrabs Units, Itàlia i França. Gran part dels diners recaptats provenen de fonts que dirigeixen la seva ajuda al que Hamàs descriu com la seva obra benèfica per als palestins, però les inversions en suport de la seva posició ideològica també són rellevants, amb els països del Golf Pèrsic i l'Aràbia Saudita com a grans aportadors. Matthew Levitt afirma que Hamàs també aprofita diners de corporacions, organitzacions criminals i xarxes financeres que donen suport al terrorisme. També denuncia que es dedica al contraban de cigarrets i drogues, infraccions multimèdia de drets d'autor i frau a les targetes de crèdit. Els Estats Units, Israel i la UE han tancat moltes organitzacions benèfiques i òrgans que canalitzen diners a Hamàs, com la Fundació per a Socors de Terra Santa. Entre 1992 i 2001, es diu que aquest grup va proporcionar 6,8 milions de dòlars a organitzacions benèfiques palestines dels 57 milions de dòlars recaptats. El 2001 es va al·legar que va donar a Hamàs 13 milions de dòlars i va ser clausurat poc després.
Aproximadament la meitat dels fons finançats per Hamàs provenien d'estats del golf Pèrsic fins a mitjan 2000. Aràbia Saudita va subministrar la meitat del pressupost de 50 milions de dòlars de Hamàs a principis de la dècada de 2000, però, amb la pressió dels Estats Units, va començar a retallar el seu finançament a les organitzacions benèfiques islàmiques i les transferències de donants privats a Hamàs el 2004.
Iran i Síria, després de la victòria electoral de Hamàs el 2006, van intervenir per suplir el dèficit. El finançament saudita, canalitzat via tercers països com Egipte, va continuar donant suport, però va optar per proporcionar més ajuda a l'Autoritat Nacional Palestina. Durant la dècada de 1980, l'Iran va començar a proporcionar el 10% del finançament de Hamàs, que augmentava anualment fins que als anys noranta va subministrar 30 milions de dòlars, una quarta part del pressupost de Hamàs. Es diu que gran part del finançament de l'Iran es canalitza a través de Hezbollah. Després del 2006, la voluntat de l'Iran d'assumir la càrrega del dèficit creat per la retallada del finançament saudita també es va reflectir en tensions geopolítiques entre els dos. Els Estats Units van imposar sancions al banc iranià Saderat, al·legant que havia enviat centenars de milions a Hamàs. Els Estats Units han expressat la seva preocupació pel fet que Hamàs obtingui fons a través de simpatitzants palestins i libanesos d'ascendència àrab a la zona de Foz do Iguaçu de la regió transfronterera d'Amèrica Llatina, una àrea associada al comerç d'armes, el tràfic de drogues, el contraban, la fabricació de productes falsificats, blanqueig de diners i frau de divises.
Després del 2009, les sancions contra l'Iran van dificultar el finançament, cosa que va obligar Hamàs a confiar en les donacions religioses de persones de Cisjordània, Qatar i Aràbia Saudita. Fons per valor de desenes de milions de dòlars recaptats als estats del Golf es van transferir a través del pas fronterer de Rafah. Aquests no eren suficients per cobrir els costos de governar la Franja i dirigir les brigades al-Qassam, i quan van sorgir tensions amb l'Iran pel suport del president Assad a Síria, l'Iran va deixar la seva ajuda financera al govern, restringint el seu finançament a l'ala militar, cosa que significava una caiguda de 150 milions de dòlars el 2012 a 60 milions de dòlars l'any següent. Una altra caiguda es va produir el 2015 quan Hamàs va expressar les seves crítiques sobre el paper de l'Iran a la Guerra Civil Iemenita.
El 2017, el govern de l'ANP va imposar les seves pròpies sancions contra Gaza, incloent-hi, entre altres coses, la retallada dels salaris a milers d'empleats, així com l'assistència financera a centenars de famílies de la Franja de Gaza. L'ANP va dir inicialment que deixaria de pagar l'electricitat i el combustible que Israel subministra a la Franja de Gaza, però després d'un any va recular parcialment. El govern israelià ha permès canalitzar milions de dòlars des de Qatar regularment a través d'Israel a Hamàs, per substituir els milions de dòlars que l'ANP havia deixat de transferir a Hamàs. El primer ministre israelià, Benjamin Netanyahu, va explicar que deixar passar els diners per Israel significava que no es podia destinar a terrorisme i va dir: «Ara que estem supervisant, sabem que es destinarà a causes humanitàries».

## Denúncies per abusos als drets humans
El 2002 l'organització Human Rights Watch va denunciar Hamàs (amb altres grups) com una organització que realitza «greus violacions a les lleis humanitàries».
El 2007 l'organització pro drets humans Amnistia Internacional va denunciar Hamàs com a responsable de nombrosos abusos contra la població civil palestina (tortura, assassinat, detencions irregulars, etc.), acusant-lo, juntament amb Al-Fatah, de ser responsable de la mort d'almenys 350 persones, i també de cometre crims contra la humanitat pels seus atemptats suïcides. Aquestes denúncies d'Amnistia Internacional també es van repetir el 2008.
El 2008 es va generar una forta controvèrsia per la intenció de Hamàs de promulgar una llei penal segons la xaria amb penes de crucifixió, amputació de mans, o la flagel·lació, per bé que Hamàs immediatament ho va negar.
El 2009 l'organització Amnistia Internacional va denunciar Hamàs per «una campanya letal de segrestos, homicidis deliberats i il·legítims, tortures i amenaces de mort en la Franja de Gaza contra persones que acusaven de "col·laborar" amb Israel (…)».

## Acusacions de crims de guerra
El febrer de 2024 el Departament de Justícia dels Estats Units va acusar Yahya Sinwar, el líder de les Brigades Izz ad-Din al-Qassam Mohammed Deif, el líder polític de Hamàs Ismail Haniyeh, el líder adjunt del braç armat de l'organització Marwan Issa, el líder del grup fora de Gaza i Cisjordània Khaled Mashal, i Ali Baraka amb set càrrecs, inclòs l'assassinat d'almenys 43 ciutadans nord-americans durant la Guerra entre Israel i Gaza de 2023, conspiració per finançar el terrorisme, conspiració per bombardejar un lloc d'ús públic que va provocar la mort, conspiració per finançar el terrorisme i suport material per a actes de terrorisme que van provocar la mort, i ús d'armes de destrucció massiva. En cas de ser condemnats, els acusats podrien ser condemnats a cadena perpètua o pena de mort. Haniyeh, Issa i Deif han mort en atacs que van ser reclamats per Israel o atribuïts a ells.
El 20 de maig de 2024 Karim Khan, fiscal del Tribunal Penal Internacional va demanar ordres de detenció per a Yahya Sinwar, Mohammed Deif i Ismail Haniyeh, i el primer ministre israelià Benjamin Netanyahu i el ministre de Defensa d'Israel, Yoav Gallant, acusats de crims de guerra i crims contra la humanitat pels atacs del 7 d'octubre a Israel i la posterior guerra a Gaza. El 21 de novembre de 2024 el TPI va ordenar detenir per crims de guerra i contra la humanitat Netanyahu, Gallant i Deif.
L'informe "Una recerca de justícia: el 7 d'octubre i més enllà" del Projecte Dinah, basat en el dret internacional per identificar i buscar justícia per l'ús de la violència sexual com a arma de guerra, que constitueix un crim contra la humanitat, fou presentat el juliol de 2025 establint que Hamàs va utilitzar sistemàticament la violació i la violència sexual durant els atacs del 7 d'octubre a Israel com a part d'una campanya més àmplia de terror, humiliació col·lectiva i deshumanització de la societat israeliana.

## Resultats electorals

### Consell Legislatiu
| Any  | Líder                | Vots                 | %                    | Escons               | +/–                  | Pos.                 |
| ---- | -------------------- | -------------------- | -------------------- | -------------------- | -------------------- | -------------------- |
| 1996 | No hi van participar | No hi van participar | No hi van participar | No hi van participar | No hi van participar | No hi van participar |
| 2006 | Ismail Haniyeh       | 440,409              | 44.45                | 74 / 132             | Nou                  | 1r                   |